# Paul Thierrin
Paul Thierrin est un écrivain, enseignant et éditeur né le 4 novembre 1923 à Surpierre, dans le canton de Fribourg, décédé le 19 décembre 1993 à Bienne.

## Biographie
Enseignant, Paul Thierrin a publié dans les années cinquante des ouvrages de correspondance commerciale. Il a aussi été cofondateur de l'École prévôtoise de secrétariat, à Moutier, et de l'École d'aide médicale Panorama, à Bienne. En 1951, il a fondé les éditions Panorama, qui ont notamment publié Léon Savary, Michel Simon et Blaise Cendrars.
Ses archives sont conservées à la Bibliothèque cantonale et universitaire de Fribourg. 

## Œuvres
- Sexocardiopsychoencéphalogrammes, Panorama, 1974
- Mégots, Millas-Martin, 1975
- Aimez-vous Bienne, Panorama, 1976Écrit avec Endre Hunyadi.
- La femme et l’enfant, Panorama, 1976
- L'enfant magicien, 1976
- Les limonaires, Panorama, 1978, Prix Henry-Jousselin de l'Académie française
- Buffet froid, La Table ronde, 1979
- Le maquis, Panorama, 1982
- L’homme quelconque, Panorama, 1984
- Un homme, Saint-Germain-des-Prés, 1984
- Arlequins, Panorama, 1985
- Ça… Contes et fables, Panorama, 1987
- Trois lignes : constats et aphorismes, Panorama, 1989
- Roses acides, Canevas, 1995ouvrage posthume